# مقتضى الشهادتين (قصيدة)
مقتضى الشهادتين هي قصيدة في علم التوحيد للإمام عبد الغني النابلسي الحنفي الماتريدي الصوفي المتوفى سنة 1143 هـ في بيان عقيدة أهل السنة والجماعة على طريقة الماتريدية والأشعرية.

## وصلات خارجية
- شرح العقيدة السنية للإمام النابلسي
- شرح أبيات في العقيدة للإمام عبد الغني النابلسي الحنفي نسخة محفوظة 3 يوليو 2019 على موقع واي باك مشين.